# Han Qide
Han Qide (chinesisch 韩启德; * 1945 in Cixi, Ningbo, Zhejiang) ist ein chinesischer Arzt und Politiker der Gesellschaft des 3. September, einer von acht zugelassenen politischen Parteien außerhalb der Kommunistischen Partei Chinas, und unter anderem seit 2003 Vizevorsitzender des Ständigen Ausschusses des Nationalen Volkskongresses.

## Leben
Nach dem Schulbesuch studierte Han Qide zwischen 1962 und 1968 Medizin am Shanghai Medical College und war danach als Arzt tätig. Zwischen 1979 und 1982 absolvierte er ein postgraduales Studium an der Universität für Medizinische Wissenschaften in Xi’an und war danach Lehrer an der Abteilung für Pathophysiologie des Beijing Medical College. Im Anschluss absolvierte er ein weiteres postgraduales Studium an der Medizinischen Fakultät der Emory University in Atlanta (Georgia). Nach seiner Rückkehr war er von 1987 bis 1988 Lektor für Pathophysiologie an der Medizinischen Universität der Hauptstadt.
Daraufhin wurde er 1988 Direktor des Kardiovaskularen Medizinischen Instituts des dieser Universität angeschlossenen Krankenhauses Nr. 3, ehe er zwischen 1995 und 2000 Vizepräsident der Postgraduiertenschule der Medizinischen Universität der Hauptstadt war. 1997 wurde er als Mitglied in die Chinesische Akademie der Wissenschaften aufgenommen.
Während dieser Zeit wurde er 1998 Mitglied des Ständigen Ausschusses der Politischen Konsultativkonferenz des chinesischen Volkes und gehörte diesem Gremium bis 2003 an. Seit 2000 ist er Präsident des Peking University Health Science Center. Zur gleichen Zeit war er von 1997 bis 2000 Vizevorsitzender des Ortsverbands Peking der Gesellschaft des 3. September, dann von 2000 bis 2002 Vizevorsitzender des Zentralkomitees der Partei.
2002–2017 war Han Qide Vorsitzender des Zentralkomitees der Gesellschaft des 3. September und damit Vorsitzender dieser Partei. Daneben war er zwischen 2002 und 2003 Vizevorsitzender der Chinesischen Vereinigung für Wissenschaft und Technologie und auch Geschäftsführender Vizepräsident der Peking-Universität sowie deren Präsident der Medizinischen Fakultät, dem PKU Health Science Center.
Seit 2003 ist er Vizevorsitzender des Ständigen Ausschusses des Nationalen Volkskongresses, einem 150-köpfigen Gremium des Nationalen Volkskongresses, das die Arbeit der Volksvertretung zwischen den Plenarsitzungen wahrnimmt.